# Fortaleza de Duque de Bragança
A Fortaleza de Duque de Bragança, também conhecido como Presídio de Duque de Bragança e, oficialmente, Forte de São Pedro, é uma antiga instalação militar portuguesa fundada no ano de 1838 em Calandula, então conhecida como Duque de Bragança, em Angola. Foi a primeira fortaleza portuguesa fundada no território do antigo reino de Matamba. As suas muralhas eram em adobe. Situava-se 80 quilómetros a leste de Ambaca e a sua fundação representou o relançamento da expansão Portuguesa em Angola no séc. XIX, que haveria de continuar até à formação da Angola actual.